# Gephyrocharax venezuelae
Gephyrocharax venezuelae es una especie de peces de la familia Characidae en el orden de los Characiformes.

## Morfología
Los machos pueden llegar alcanzar los 4,1 cm de longitud total.

## Hábitat
Vive en zonas de clima tropical entre 20 °C - 24 °C de temperatura.

## Distribución geográfica
Se encuentran en Sudamérica: afluente s de la  cuenca del lago Maracaibo (Venezuela ).